# هيرويوكي كوباياشي (لاعب كرة قدم)
هيرويوكي كوباياشي (باليابانية: 小林 宏之) (18 أبريل 1980 في سابورو في اليابان – )؛ هو لاعب كرة قدم ياباني سابق كان يلعب كمدافع.

## وصلات خارجية
- هيرويوكي كوباياشي على موقع رابطة كرة القدم اليابانية للمحترفين (اليابانية)
- هيرويوكي كوباياشي على موقع قاعدة بيانات كرة القدم.إي يو (الإنجليزية)
- هيرويوكي كوباياشي على موقع Soccerway.com (الإنجليزية)
- هيرويوكي كوباياشي على موقع عالم كرة القدم.نت (الإنجليزية)